# Hmmsim Metro
《Hmmsim Metro》（又译作）是韩国Jeminie Interactive开发的模拟游戏，模拟首尔地铁1号线。该游戏于2021年6月发布抢先体验版，预计将于2021年12月正式上市(时间暂不确定)。
该游戏没有得到线路运营商的正式许可，因此没有首尔地铁的品牌化。